# مسعود الأشقر
مسعود «بوسي» الأشقر (توفي 11 كانون الثاني / يناير 2021)، هو سياسي لبناني مستقل كان مقربًا من الرئيس بشير الجميل، وشارك لاحقًا في تأسيس القوات اللبنانية.

## وفاته
توفي فجر يوم الإثنين 11 يناير 2021 بعد صراع طويل مع وباء «كورونا».
ودع لبنان واهالي الاشرفية والمتن الامين العام السابق ل«الاتحاد من اجل لبنان» مسعود الأشقر في مأتم اقيم في باحة مدافن كنيسة مار الياس في ديك المحدي. واقتصر الحضور على العائلة والمقربين والاصدقاء بسبب جائحة كورونا، في غياب عقيلة الراحل وابنته المصابتين بفيروس كورونا.